# Jan Chmiel (zm. 1676)
Jan Chmiel herbu  Nałęcz (zm. w 1676 roku) – łowczy bełski w latach 1655-1674.
Był elektorem Jana III Sobieskiego z województwa bełskiego w 1674 roku.